# Общественная палата Абхазии
Общественная палата Абхазии является консультативным органом администрации президента частично признанной Республики Абхазия.

## Создание общественной палаты
Закон о полномочиях общественной палаты Абхазии вступил в силу 1 января 2007 года, первое заседание которой открыл президент Багапш 20 июля того же года. Целями работы данного правительственного аппарата являются:
- Содействие участию общественности в политике
- Проведение консультативных мероприятий среди общественности
- Формулировка рекомендаций по проектам законов
- Консультация президента по вопросам развития гражданского общества
- Осуществление роли стража общественных интересов над деятельностью исполнительной власти и обеспечение уважения свободы выражения своего мнения в Абхазии

## Состав общественной палаты
Общественная палата состоит из 35 членов из гражданского общества, 13 из которых назначаются президентом, 11 являются представителями местных администраций и ещё 11 —  представителями различных политических партий и общественных движений. Палату возглавляет секретарь, на посту которого сейчас находится Натела Акаба. Также в палату входят ректор Абхазского Государственного Университета Алеко Гварамия, писатели Алексей Гогуа и Даур Начкебия, а также — бывший премьер-министр Сократ Джинджолия.